# فاطمة سكواني
فاطمة سكواني (مواليد 21 مايو 1983) هي لاعبة كرة قدم جزائرية دولية كانت تلعب كمدافع. وهي عضو في المنتخب الوطني الجزائري لكرة القدم. كانت جزءًا من الفريق في بطولة أفريقيا للسيدات 2014 بصفتها قائدة الفريق.  على مستوى النادي لعبت مع آفاق ريليزان في الجزائر.

## روابط خارجية
- فاطمة سكواني على موقع Soccerway.com (الإنجليزية)
- فاطمة سكواني على موقع كووورة
- ملف تعريف لاعب CAF